# 46632 RISE
46632 RISE è un asteroide della fascia principale. Scoperto nel 1994, presenta un'orbita caratterizzata da un semiasse maggiore pari a 2,5535097 UA e da un'eccentricità di 0,1081961, inclinata di 1,25899° rispetto all'eclittica.